# Хосе Бабак
Хосе Мануель Бабак (народився 19 березня 1986, Фрам, Парагвай) — парагвайський футбольний півзахисник українського походження.

## Кар'єра
- Гуарані — 2007
- Клуб 2 травня — 2008 року
- Гуарані — 2009–2010
- Бока Юнідос — 2010–2012
- Патронато — 2012–2013
- Спортіво Лукеньйо — 2014
- Чако Форевер — 2014 -